# Christmas Day in the Workhouse
Christmas Day in the Workhouse è un cortometraggio muto del 1914 diretto da George Pearson.

## Produzione
Il film fu prodotto dalla G.B. Samuelson Productions.

## Distribuzione
Distribuito dalla Imperial, il film - un cortometraggio in una bobina - uscì nelle sale cinematografiche britanniche nel novembre 1914.